# Yizhou
Yizhou (en chino, 伊州区; pinyin, Yīzhōu qū; en uigur ئىۋىرغول رايونى Iwirghol) es distrito urbano bajo la administración directa de la Prefectura Kumul en la Región autónoma de Guangxi, República Popular China. Su área es de 80 790 km² y su población total para 2020 superó los 450 mil habitantes.
Hasta febrero de 2016 la zona se llamaba Hami (哈密县) y se administraba como condado, luego se anexó a la Prefectura Kumul y la prefectura fue nivelada a ciudad-prefectura, mientras que Hami ahora Yizhou fue promovida a distrito siendo la sede de gobierno de la nueva ciudad-prefectura.

## Administración
El distrito de Yizhou se divide en 24 pueblos que se administran en 5 subdistritos, 7 poblados, 10 villas y 2 villas étnicas.

## Clima
Yizhou se encuentra en una depresión a 759 m sobre el nivel del mar, y cuenta con una zona de (Clima continental desértico Templado BWk) "por su clasificación Koppen", con diferencias extremas entre el verano y el invierno. En promedio, hay solo 39 mm de precipitación anual, que ocurre en 25 días al año, y hay 3 285 horas de sol por año. La temperatura promedio en enero es de -10C y 26C en julio, mientras que la media anual es de 10C. La variación de la temperatura diurna suele ser grande, un promedio de 15C.
| Parámetros climáticos promedio de Yizhou (1971−2000) | Parámetros climáticos promedio de Yizhou (1971−2000) | Parámetros climáticos promedio de Yizhou (1971−2000) | Parámetros climáticos promedio de Yizhou (1971−2000) | Parámetros climáticos promedio de Yizhou (1971−2000) | Parámetros climáticos promedio de Yizhou (1971−2000) | Parámetros climáticos promedio de Yizhou (1971−2000) | Parámetros climáticos promedio de Yizhou (1971−2000) | Parámetros climáticos promedio de Yizhou (1971−2000) | Parámetros climáticos promedio de Yizhou (1971−2000) | Parámetros climáticos promedio de Yizhou (1971−2000) | Parámetros climáticos promedio de Yizhou (1971−2000) | Parámetros climáticos promedio de Yizhou (1971−2000) | Parámetros climáticos promedio de Yizhou (1971−2000) |
| Mes                                                  | Ene.                                                 | Feb.                                                 | Mar.                                                 | Abr.                                                 | May.                                                 | Jun.                                                 | Jul.                                                 | Ago.                                                 | Sep.                                                 | Oct.                                                 | Nov.                                                 | Dic.                                                 | Anual                                                |
| ---------------------------------------------------- | ---------------------------------------------------- | ---------------------------------------------------- | ---------------------------------------------------- | ---------------------------------------------------- | ---------------------------------------------------- | ---------------------------------------------------- | ---------------------------------------------------- | ---------------------------------------------------- | ---------------------------------------------------- | ---------------------------------------------------- | ---------------------------------------------------- | ---------------------------------------------------- | ---------------------------------------------------- |
| Temp. máx. media (°C)                                | −3.2                                                 | 3.7                                                  | 12.4                                                 | 21.5                                                 | 28.0                                                 | 32.3                                                 | 34.2                                                 | 33.2                                                 | 27.7                                                 | 18.7                                                 | 7.5                                                  | −1.5                                                 | 17.9                                                 |
| Temp. mín. media (°C)                                | −15.9                                                | −10.6                                                | −2.5                                                 | 5.6                                                  | 11.9                                                 | 16.5                                                 | 18.6                                                 | 16.8                                                 | 10.5                                                 | 2.6                                                  | −5.3                                                 | −12.7                                                | 3.0                                                  |
| Precipitación total (mm)                             | 1.3                                                  | 1.5                                                  | 1.2                                                  | 2.0                                                  | 3.9                                                  | 6.6                                                  | 7.3                                                  | 5.3                                                  | 3.3                                                  | 3.3                                                  | 2.0                                                  | 1.3                                                  | 39                                                   |
| Días de precipitaciones (≥ 0.1 mm)                   | 1.7                                                  | 1.1                                                  | 1.0                                                  | 1.5                                                  | 2.0                                                  | 3.6                                                  | 4.4                                                  | 3.4                                                  | 2.0                                                  | 1.4                                                  | 1.0                                                  | 1.8                                                  | 24.9                                                 |
| Horas de sol                                         | 210.4                                                | 219.9                                                | 267.9                                                | 288.3                                                | 338.8                                                | 329.6                                                | 333.4                                                | 323.3                                                | 296.9                                                | 270.6                                                | 216.5                                                | 189.5                                                | 3285.1                                               |
| Humedad relativa (%)                                 | 60                                                   | 46                                                   | 33                                                   | 28                                                   | 32                                                   | 39                                                   | 41                                                   | 42                                                   | 44                                                   | 48                                                   | 53                                                   | 62                                                   | 44                                                   |
| Fuente: China Meteorological Administration          |                                                      |                                                      |                                                      |                                                      |                                                      |                                                      |                                                      |                                                      |                                                      |                                                      |                                                      |                                                      |                                                      |

## Economía
La producción local de melones hami es reconocida en China.